# میکیاسو تاناکا
میکیاسو تاناکا (انگلیسی: Mikiyasu Tanaka؛ زادهٔ ۱۸ مارس ۱۹۵۵) بازیکن والیبال اهل ژاپن بود.